# Hetty Feather (serie televisiva)
Hetty Feather è una serie televisiva britannica trasmessa su CBBC dall'11 maggio 2015 al 15 aprile 2020 e basata sull'omonimo romanzo per ragazzi di Jacqueline Wilson.

## Trama
Ambientata in età vittoriana, la serie narra le vidende della giovane Hetty Feather, che viene abbandonata da neonata e cresce presso l'orfanotrofio Foundling Hospital di Londra, e in seguito viene assunta come cameriera da una ricca famiglia.

## Episodi
| Stagione         | Episodi  | Prima TV UK | Prima TV Italia |
| ---------------- | -------- | ----------- | --------------- |
| Prima stagione   | 10       | 2015        | inedita         |
| Speciale         | Speciale | 2016        | inedita         |
| Seconda stagione | 10       | 2016        | inedita         |
| Terza stagione   | 10       | 2017        | inedita         |
| Quarta stagione  | 10       | 2018        | inedita         |
| Quinta stagione  | 10       | 2019        | inedita         |
| Speciale         | Speciale | 2019        | inedita         |
| Sesta stagione   | 3        | 2020        | inedita         |